# 张家林
张家林（1941年—），汉族，中华人民共和国政治人物、第十一届全国政协委员。
担任中国大恒有限公司董事长。2008年，当选第十一届全国政协委员，代表经济界，分入第三十四组。